# Whirlwind I
Whirlwind I (whirlwind у перекладі — «вихор») — комп'ютер першого покоління, розроблений і виготовлений в лабораторії сервомеханізмів Массачусетського технологічного інституту (МТІ) на початку 1950-х років.

## Передісторія
У 1944 році Центр спеціальних пристроїв ВМС США (англ. US Navy Special Devices Center, SDC) займався розробленням універсального льотного тренажера, що не був би конструктивно прив'язаний до характеристик певного типу літаків, а дозволяв би налагоджуватись під будь-яку відому модель літака перед навчанням. В рамках цього проекту SDC дав замовлення Лабораторії сервомеханізмів МТІ на розроблення пристрою керування і аналізу стабільності літака (англ. Airplane Stability Control Analyzer, ASCA), котрий відповідав би за симуляцію поведінки літака у відповідь на дії учня в кабіні тренажера. Керівник лабораторії сервомеханізмів професор Гордон Стенлі Браун доручив цю роботу групі очолюваній Джеєм Р. Форрестером, одним із його асистентів. Форрестер у свою чергу залучив технічним керівником проекту Роберта Еверетта.

## Розвиток проекту на ранніх стадіях
Спочатку Дж. Форрестер мав намір вирішити завдання за допомогою електромеханічного аналогового пристрою, який обчислював би траєкторію руху літака в реальному часі у відповідь на дії пілота. Однак приблизно через рік після початку проекту Форрестер усвідомив, що аналоговий пристрій виявляється занадто складним і негнучким для завдання, що вирішується. Будучи під зростаючим впливом буму цифрової обчислювальної техніки він наприкінці 1945 року усвідомив, що створюваний пристрій повинен базуватися на цифровому комп'ютері, після чого його група приступила спочатку до вивчення основ цифрової техніки, а за тим до проектування майбутнього комп'ютера. Так як завдання вимагало обробки великої кількості вхідних параметрів і великого об'єму обчислень у реальному масштабі часу, Форрестер від самого початку дуже високо підняв планку вимог до майбутнього комп'ютера, як з погляду продуктивності, і його надійності. Оскільки на момент початку проектування єдиним електронним діючим комп'ютером був щойно введений в дію ENIAC, то команді розробників довелося всі рішення розробляти практично з нуля.
Форрестер і Еверетт із самого початку вирішили, що створення комп'ютера буде проводитися у дві черги — спочатку буде створено зразок меншого масштабу (який отримав назву «Wilrlwind I»), а потім, після апробації усіх рішень, буде побудовано потужніший комп'ютер. Розробка велася дуже ґрунтовно, і у вересні 1947 року було підготовлено детальний проект комп'ютера (майже на рівні принципових схем). Для випробування схемних рішень арифметичного пристрою у 1947 році було виготовлено 5-розрядний двійковий помножувач, який потім пройшов тривале циклічне тестування з метою перевірки його надійності. На початку 1948 було укладено підрядний контракт між МТІ і компанією Sylvania, якій було довірено виготовлення електронних блоків.
Форрестер у 1947 році запланував такий порядок побудови комп'ютера: спочатку реалізується і тестується арифметичний пристрій, потім пристрій керування, потім тестова пам'ять (Постійний запам'ятовувальний пристрій на основі перемикачів), базові пристрої вводу-виводу (телетайп, пристрій зчування з перфострічки і пристрій виведення на перфострічку), і тільки на сам кінець передбачалося встановити оперативний запам'ятовувальний пристрій. Завершення робіт за цим планом було намічено на початок 1949 року.

## Основні конструктивні рішення
Більшість комп'ютерів того часу працювали в бітовому послідовному режимі, використовуючи однобітову арифметику та подаючи великі слова, часто розміром 48 або 60 біт, по одному біту за раз. Було ухвалене рішення зробити операції комп'ютера побітово-паралельними, що забезпечувало максимальну швидкодію ціною більшої складності конструкції. Для оптимізації складності було вирішено зробити комп'ютер двійковим із мінімально можливою розрядністю. Зупинились на 16 розрядах, виходячи з мінімального розміру команди: 5 розрядів виділялося для коду операції, що дозволяло реалізувати 32 команди, а 11 розрядів — для адреси операнда. Отже адресована область пам'яті становила 2048 слів. Те, що точність представлення чисел 16-розрядами була невеликою, не бентежило розробників, так як вони виходили з того, що за необхідності досягнення вищої точності вона може бути забезпечена програмно декількома послідовними операціями. Система команд була одноадресною, при виконанні команд операції проводилися між накопичувальним регістром (акумулятором) та коміркою пам'яті, результат операції також поміщався в акумулятор. Операції мали виконуватися з фіксованою комою, при цьому комп'ютер забезпечував повний набір з 4-х арифметичних дій, а також операцію логічного множення «І» (вона називалася «видобуток» — англ. extraction).
За елементну базу комп'ютера, виходячи із завдання максимальної швидкодії, були обрані електронні лампи. Розробники дуже серйозно поставилися до проблеми забезпечення надійності комп'ютера, виходячи з дуже великої кількості встановлених у ньому радіоламп, що мали скінчений термін служби. З метою забезпечення максимальної надійності вони розробили спеціальну систему перевірки меж працездатності. З цією метою вони запровадили в комп'ютері систему так званої граничної перевірки, що ґрунтувалась на поблочному регулюванні робочих точок ламп. Ця система дозволяла шляхом виведення робочих точок ламп за межі номінальних значень, але не доводячи їх до рівня відмови блоків, виявляти лампи, які перебували на межі виходу з ладу. При цьому вони виявлялися в той момент, коли ще мали деякий запас ресурсу роботи, що дозволяло після проведення даної процедури розраховувати на декілька годин безвідмовної роботи комп'ютера.
Як і у багатьох інших комп'ютерах першого покоління, всі блоки комп'ютера Whirlwind працювали в жорстко синхронному режимі, отримуючи синхроімпульси від центрального тактового генератора. При цьому арифметико-логічний пристрій використовував частоту 2 МГц, інші пристрої синхронізувалися імпульсами половинної частоти в 1 МГц.

## Проблеми з фінансуванням проекту та зміна замовника
Так як Форрестер поставив високі вимоги до майбутнього комп'ютера і залучив до реалізації проекту значні людські ресурси, проект створення Whirlwind виявився дуже дорогим. Витрати на його реалізацію становили приблизно 150 тис. доларів на місяць або 1,8 млн доларів на рік. Водночас у зв'язку із закінченням війни уряд США різко скоротив фінансування військових програм. До того ж різко скоротилася потреба у навчанні військових льотчиків, що призвело до згортання проекту універсального льотного тренажера. Подальше фінансування проекту в 1948 році взяла на себе дирекція досліджень ВМС (англ. Office of Naval Research, ONR), яка підтримувала загалом проект створення комп'ютера, але наполягала на його суттєвому спрощенні та здешевленні. ONR наполягала на використанні комп'ютера для наукових розрахунків, і з цього погляду вимоги до продуктивності та надійності можна було знизити. Як зразок для порівняння наводився проект EDVAC, який розроблявся Електротехнічною школою Мура при Пенсільванському університеті, що також фінансувався за рахунок бюджету ONR, але був значно менш витратним. У зв'язку з цим Форрестер спільно з керівництвом МТІ зайнявся активним пошуком інших можливих замовників, і знайшов їх в особі ВПС США, які займались проблемою побудови єдиної системи протиповітряної оборони США. Комп'ютер Whirlwind в рамках вирішення цієї задачі повинен був зводити дані, що отримуються від багатьох радарів і формувати єдину тактичну картину в межах регіону, що покривається системою. Це завдання спочатку вирішувалося в рамках проекту «Charles», а потім отримало кодове позначення «Claude». У результаті до 1950 року проблему фінансування було вирішено. Основна частина грошей надходила від ВПС, проте ONR також брала участь у фінансуванні та розраховувала отримати деяку кількість машинного часу для роботи над науковими задачами.

## Перебіг реалізації проекту
Наприкінці 1947 року було виготовлено та випробувано 5-розрядний помножувач, на якому були успішно протестовані схемні рішення майбутнього повнорозмірного арифметичного пристрою та перевірено систему граничного тестування. На тестах вдалося досягти безперервної безвідмовної роботи помножувача протягом 45 діб, що розробники вважали за дуже високе досягнення.
Навесні 1948 року компанія Sylvania почала постачати блоки для майбутнього комп'ютера, а команда Whirlwind почала складати комп'ютер. До кінця року було встановлено всі шафи, змонтовано блоки живлення, встановлено блоки арифметико-логічного пристрою. Навесні 1949 року було змонтовано пристрій керування. Влітку 1949 року були проведені тести арифметико-логічного пристрою, які показали його повну відповідність проектним показникам, включаючи часові інтервали та надійність. Восени до комп'ютера було підключено периферійні пристрої. До повної готовності комп'ютера не вистачало лише запам'ятовуючого пристрою, розроблення якого істотно затримувалося. Тому для випробувань використовувалася тестова пам'ять, що складалася з 32-х «регістрів», значення в яких задавалися перемикачами (фактично ПЗУ), а також з 5-ти запам'ятовувальних регістрів, виконаних на тригерах. За допомогою перемикачів була можливість замінювати будь-який із регістрів ПЗУ динамічним регістром на тригерах. З використанням цієї пам'яті на машині наприкінці 1949 року було вирішено перші тестові завдання. Пізніше після встановлення штатної оперативної пам'яті тестова пам'ять використовувалася для початкового завантаження комп'ютера із зовнішніх носіїв.

## Проблеми з пристроями пам'яті

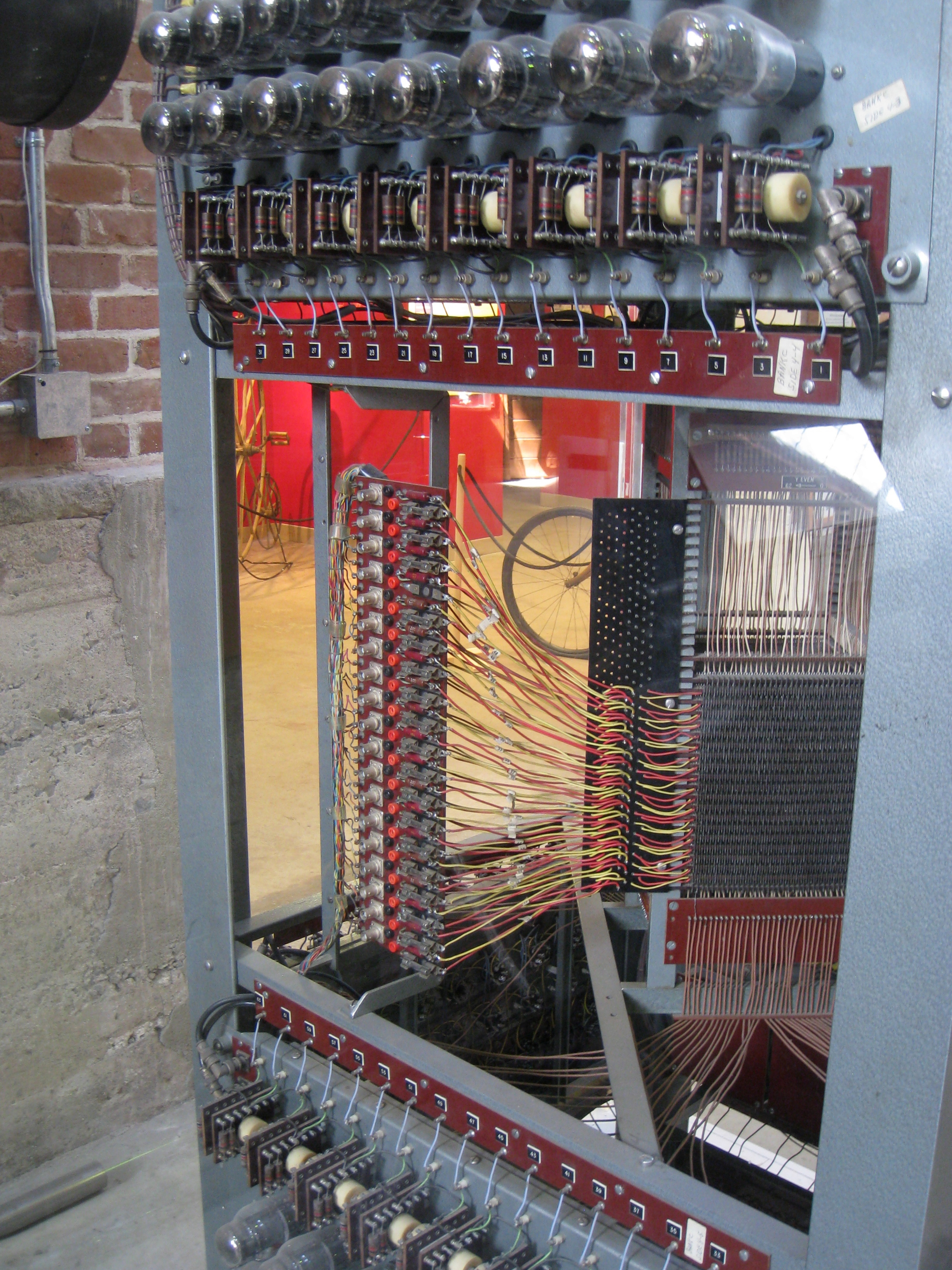
Основна пам'ять на базі електронно-променевих трубок проекту Whirlwind (приблизно 1951 рік)

Виготовлення пристрою пам'яті для комп'ютера значно затримувалося в порівнянні з іншими функціональними блоками. У момент розробки блок-схем у 1947 році розробники ще не мали ясності, яку технологію використовувати для побудови пам'яті. Тоді, наприклад, деякий час розглядалася ідея пам'яті на базі газорозрядних комірок, проте тестування показало її безперспективність. Потім було ухвалене рішення побудувати пам'ять на основі запам'ятовувальних електронно-променевих трубок. Починаючи з 1948 року, у складі команди було виділено групу з розробки електронно-променевих трубок (ЕПТ) під керівництвом Стівена Додда (англ. Steven Dodd). Ця група розробила новий тип запам'ятовувальних трубок, що істотно відрізнялися за конструкцією від відомих на той момент трубок Вільямса. Виготовляти трубки передбачалося самостійно, і для цього в лабораторії було організовано спеціальну майстерню під керівництвом Пета Ютца (англ. Pat Youtz). Розроблені в лабораторії сервомеханізмів трубки мали дві електронні гармати — одна для запису та зчитування інформації, а інша — для постійної регенерації інформації за допомогою потоку електронів низької енергії. Запис інформації проводився на спеціальній слюдяній мішені, на яку було нанесено мозаїку з електропровідних комірок. Особливістю розроблених трубок було те, що вони не вимагали періодичної регенерації записаної інформації за допомогою читання кожної комірки з її подальшим перезаписом, як це робилось в трубках Вільямса. У запам'ятовувальних трубках Whirlwind регенерація відбувалася безупинно під впливом потоку повільних електронів. Процес розробки стійко працюючих запам'ятовуючих ЕПТ сильно затягнувся і почав гальмувати завершення комп'ютера загалом. На початок 1950 року комп'ютер був повністю готовий, але ще не мав пристрою оперативної пам'яті. Лише восени 1950 року було виготовлено перший банк ОЗП обсягом 256 слів (16 трубок по 256 біт). Затримки підштовхнули Форрестера до того, щоб зайнятися пошуком альтернативних способів зберігання інформації. У червні 1949 року він приступив до експериментів з феритовими кільцями та отримав цікаві результати. Восени того ж року він доручив аспіранту Вільяму Папіану (англ. William N. Papian) продовжити ці експерименти. Основним завданням було досягнення швидкодії, що перевищувала б характеристики електростатичної пам'яті.
Восени 1950 року комп'ютер врешті отримав перший банк електростатичної пам'яті, що дозволило розпочати його комплексні випробування. Вони показали, що пам'ять все-таки залишається ненадійним елементом і максимальний час безвідмовної роботи становив не більше 1 години. До березня 1951 року було проведено доопрацювання запам'ятовувальних трубок, що дозволило домогтися задовільної роботи комп'ютера і розпочати вирішення на ньому практичних завдань. На початку 1950-х років Whirlwind I «виходив з ладу в середньому кожні 20 хвилин». У 1952 році була зроблена спроба замінити 256-бітові трубки удосконаленими 1024-бітними, проте нові трубки знову виявилися ненадійними і потребували подальшого вдосконалення.
Одночасно робота Папіана з феритовими осердями почала давати дуже добрі результати. Спочатку він підбирав оптимальні феромагнітні матеріали, експериментуючи на одиничних кільцях, потім йому вдалося зробити працюючу тестову матрицю розміром 2х2 кільця, а наприкінці 1951 року була випробувана матриця розміром 16х16, яка мала ємність, що відповідала ємності пам'яті на ЕПТ. У травні 1952 року Папіан досяг величини часу доступу до елементів цієї матриці менше від 1 мікросекунди. У липні Форрестер ухвалив рішення про виготовлення повнофункціонального банку феритової пам'яті ємністю 1024 слова (16 матриць 32х32). Оскільки комп'ютер був сильно завантажений завданнями від ONR і ВПС США, було вирішено побудувати для комплексних випробувань нової пам'яті спеціальний тестовий комп'ютер (Memory Test Computer). Цей комп'ютер було закінчено у травні 1953 року, а його успішні випробування пройшли влітку. Відразу по випробуваннях два банки феритової пам'яті були підключені до Whirlwind I, і після цього комп'ютер нарешті досяг своїх проектних показників. У зв'язку з тим, що час доступу до феритової пам'яті зменшився до 9 мкс порівняно з 25 мкс для електростатичної пам'яті, швидкодія комп'ютера збільшилася майже у 2 рази. Водночас різко зросла надійність роботи комп'ютера.

## Застосування Whirlwind I
Після того, як комп'ютер став повноцінним робочим пристроєм у березні-квітні 1951 року, розпочалась його регулярна експлуатація, у першу чергу — для розгортання тестової системи протиповітряної оборони, яка отримала назву «Cape Cod System» (Система Мису Код). Для проведення цих робіт у 1951 році в МТІ було створено нову лабораторію — Лабораторію Лінкольна. Роботи по Cape Cod System передбачали такий план дій:
1. Вирішення задачі супроводу цілі з даними від 3 радарів.
2. Супроводження цілей за допомогою 14 радарів.
3. Розроблення промислового варіанту системи, призначеного для тиражування.

Перше завдання було вирішене дуже швидко — до кінця квітня Cape Cod System тричі забезпечила успішне цілевказання винищувачу на тестову ціль. При цьому наголошувалося, що винищувач вдалося підвести до цілі на відстань менше 1000 м. У ході цих робіт команда Whirlwind створила перший у світі графічний дисплей, який відображав на екрані послідовність векторів, а також дозволяв виводити на екран цифри та літери, що подавались у вигляді масивів крапок у матриці 3х5. Графічний дисплей був забезпечений світловим пером, що дозволяло оператору безпосередньо вказувати на екрані потрібну ціль. Графічний дисплей Whirlwind мав два екрани — один призначався для оператора, а перед другим була встановлена фотокамера, керована комп'ютером. Це дозволяло оператору за необхідності робити копію екрана. Наприкінці 1953 року Cape Cod System дозволяла вже одночасно супроводжувати до 48 цілей.
Окрім робіт для потреб ВПС, комп'ютер також використовувався для вирішення обчислювальних завдань наукового та науково-прикладного характеру, що надходили від ONR та від різних лабораторій МТІ. У середньому на комп'ютері вирішувалося 100—150 таких завдань на рік.
Основні технічні характеристики Whirlwind 1
| Параметри                         | З електростатичною пам'яттю (станом на березень 1951)                                                      | З феритовою пам'яттю (станом на жовтень 1953)                                                              |
| --------------------------------- | --- | --- |
| Розрядність даних                 | 16 розрядів                                                                                                | 16 розрядів                                                                                                |
| Розрядність команд                | 16 розрядів                                                                                                | 16 розрядів                                                                                                |
| Представлення чисел               | Двійкове знакове з фіксованою комою                                                                        | Двійкове знакове з фіксованою комою                                                                        |
|                                   | Основна пам'ять                                                                                            | |
| Розмір                            | 256 слів                                                                                                   | 2048 слів                                                                                                  |
| Час доступу                       | 25 мкс | 9 мкс |
|                                   | Магнітні барабани                                                                                          | |
| Ємність                           | Один барабан на 24576 слів                                                                                 | Два барабани по 24576 слів                                                                                 |
| Час доступу                       | 16 мс | 16 мс |
|                                   | Час виконання команд                                                                                       | |
| Безумовний перехід                | 30 мкс | 16 мкс |
| Додавання/ віднімання             | 49 мкс | 24 мкс |
| Множення                          | 61 мкс | 40 мкс |
| Ділення                           | 100 мкс | 83 мкс |
|                                   | Пристрої вводу-виводу                                                                                      | |
| Накопичувачі на магнітній стрічці | 4 пристрої по 75000 слів                                                                                   | 5 пристроїв по 125000 слів                                                                                 |
| Графічний дисплей                 | Розмір екрана 16 дюймів Роздільна здатність 2048х2048 крапок Швидкість виведення 6250 крапок/с, 550 цифр/с | Розмір екрана 16 дюймів Роздільна здатність 2048х2048 крапок Швидкість виведення 6250 крапок/с, 550 цифр/с |
| Друк                              | Телетайп «Flexowriter» (8 симв./с)                                                                         | 3 телетайпи «Flexowriter» (1 напряму, 2 — з магнітної стрічки, 8 симв./с)                                  |
| Введення з перфострічки           | Пристрій зчитування ERA, 140 рядків/с                                                                      | Фотоелектричний пристрій зчитування «Ferranti», 200 рядків/с                                               |
| Виведення на перфострічку         | Перфоратор «Flexowriter» (10 рядків/с)                                                                     | Перфоратор «Flexowriter» (10 рядків/с)                                                                     |
| Займав площу                      | 307 м2 (3300 кв. футів)                                                                                    | 307 м2 (3300 кв. футів)                                                                                    |
| Споживання електроенергії         | 60 кВт | 60 кВт |
| Кількість компонентів             | 6800 електронних ламп 22000 напівпровідникових діодів                                                      | 8616 електронних ламп 17823 напівпровідникових діодів                                                      |

## Подальша доля комп'ютера

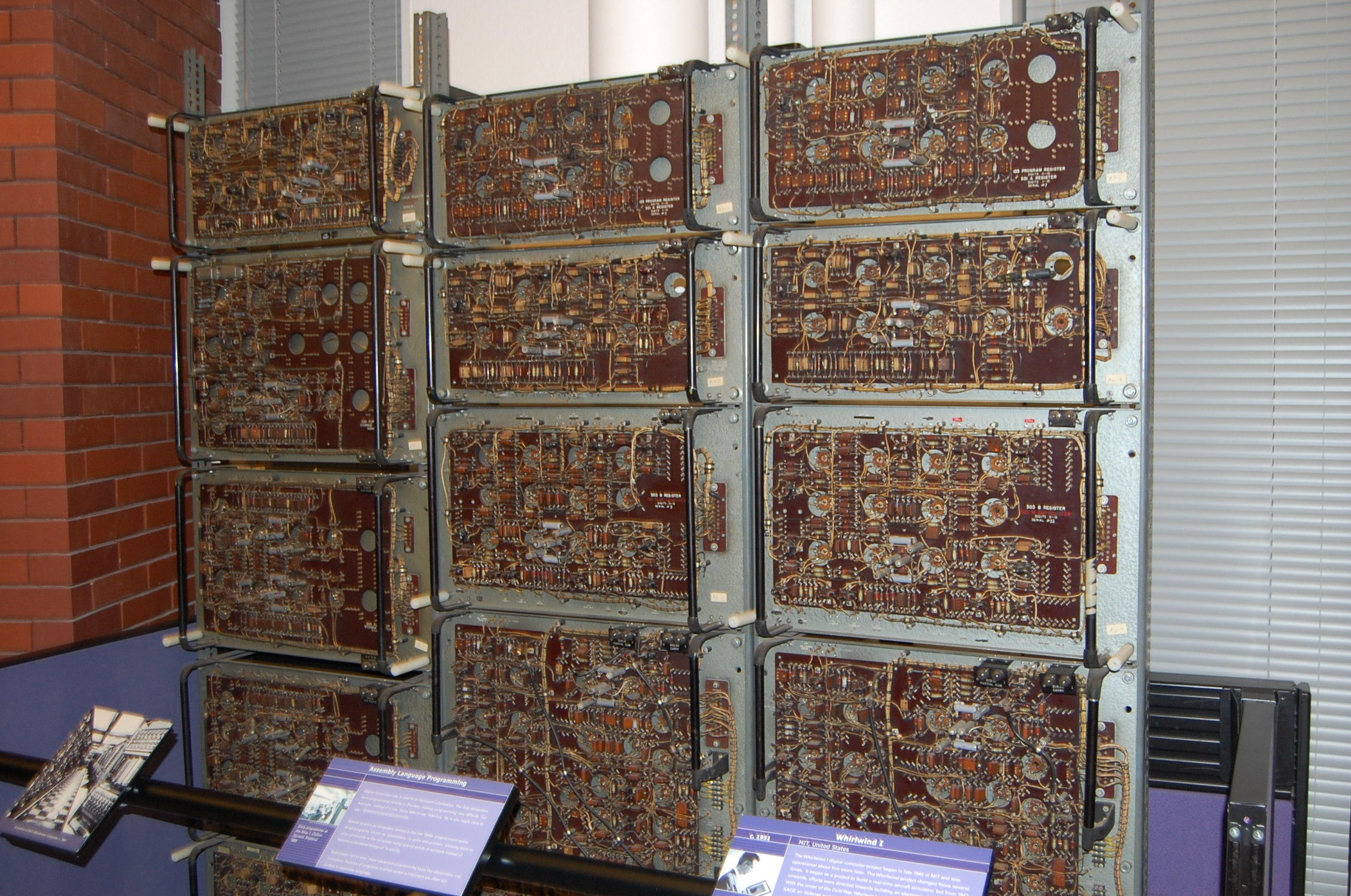
Фрагмент конструкції комп'ютера Whirlwind I — експозиція у Смітсонівському інституті

У 1952 році розпочалась робота над новим комп'ютером Whirlwind II, що привела до створення серійних комп'ютерів AN/FSQ-7 і AN/FSQ-8, які стали основою системи ПВО SAGE (англ. Semi-Automatic Ground Environment). Whirlwind I досить тривалий час використовувався в експериментальних розробках систем ПВО і контролю повітряного руху, що велись Лабораторією Лінкольна, а також до 1956 року на ньому розв'язувались задачі, що фінансувались ONR. Однак, після створення Whirlwind II та серійних комп'ютерів AN/FSQ-7/8 на його основі, потреба у Whirlwind I відпала. У 1959 році було ухвалене рішення про недоцільність його подальшого використання, в основному — через високу вартість експлуатації, і 30 червня 1959 року комп'ютер було вимкнено. Згодом його здали у символічну оренду компанії Wolf Research and Development Corporation, засновану Вільямом Вольфом (англ. William "Bill" Wolf), одним з колишніх учасників проекту Whirlwind. Ця компанія перемістила комп'ютер до свого офісу, запустила у роботу і декілька років використовувала для вирішення власних задач. Після завершення цих робіт Whirlwind I було остаточно зупинено і розібрано у 1964 році. Частину його компонентів було збережено і передано до Смітсонівського інституту.

## Досягнення та інновації Whirlwind I
- Whirlwind I після оснащення його пам'яттю на магнітних осердях став найшвидкодійнішим комп'ютером у світі (30-35 тис. цілочисельних операцій за секунду, правда, з розрядністю лише 16 біт). Ця першість (за цілими операціями) протрималася до появи комп'ютерів AN/FSQ-7 і IBM 709 наприкінці 1957 року. При цьому слід враховувати, що у 1953—1954 роках з'явились швидкодіючі комп'ютери з апаратною реалізацією операцій з плаваючою комою (наприклад, БЭСМ, Стріла, Manchester Mark 2, IBM 704), які, хоч і поступались Whirlwind I за швидкістю роботи з цілими числами, тим не менше переважали його на задачах, що потребували операцій з плаваючою комою.
- Whirlwind I був першим комп'ютером у світі, оснащеним пам'яттю на магнітних осердях.
- У Whirlwind I було вперше застосовано архітектуру т. з. «спільної шини» — єдиного каналу зв'язку, що сумісно використовується усіма пристроями комп'ютера.
- В складі апаратного забезпечення на базі Whirlwind I було вперше застосовано графічний дисплей із світловим пером.

## Спадок та внесок у комп'ютерну індустрію

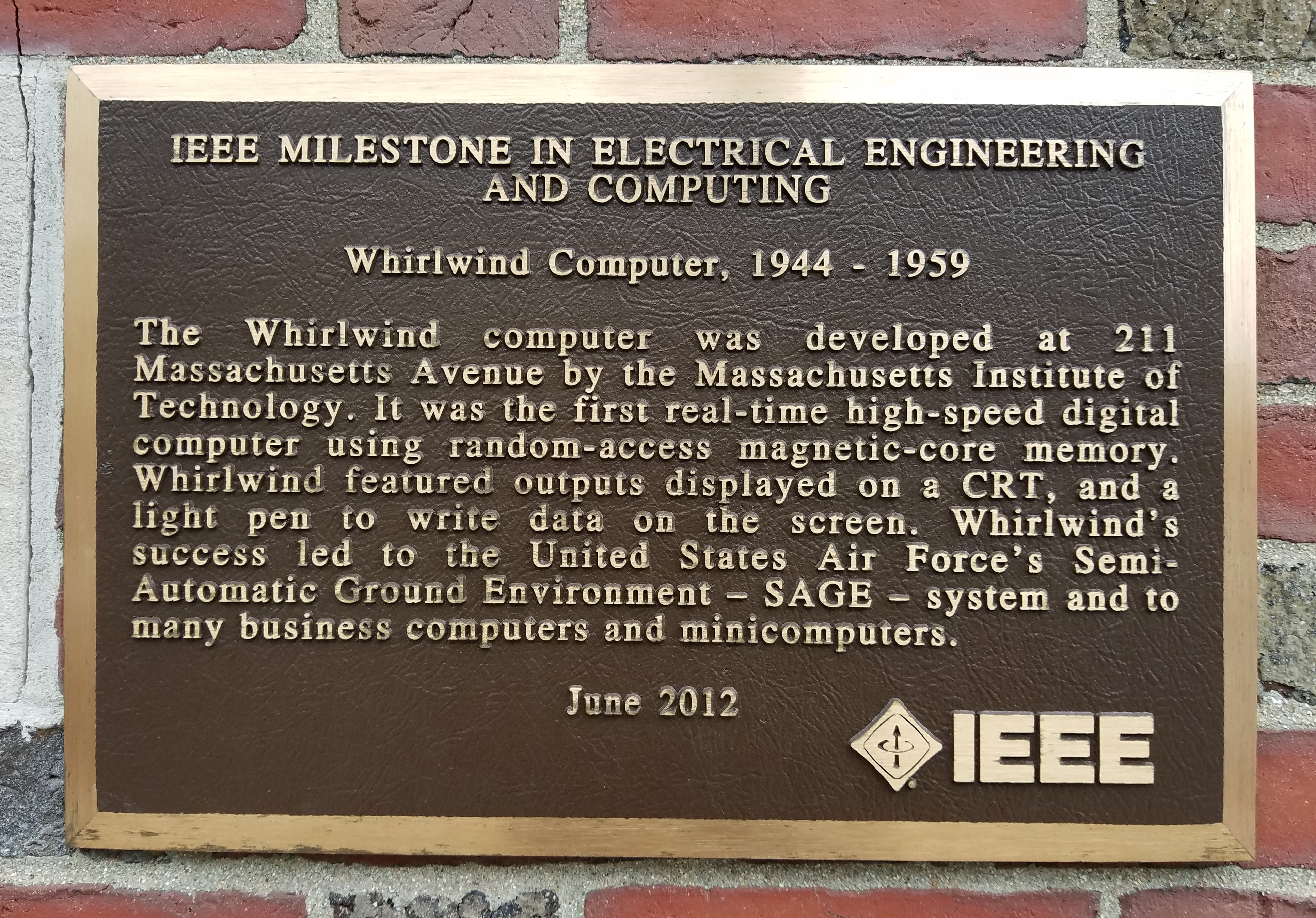
Меморіальна дошка на першій будівлі, де розташовувався Whirlwind I

Розроблена для комп'ютера Whirlwind I феритова пам'ять стала основною технологією виготовлення оперативної пам'яті для комп'ютерів на два десятиліття, вона застосовувалась на комп'ютерах трьох поколінь, аж поки не була витіснена в середині 1970-х років статичною і динамічною пам'яттю на інтегральних схемах.
На основі рішень, відпрацьованих на комп'ютері Whirlwind, було створено першу в світі автоматизовану систему протиповітряної оборони SAGE, яка включала 24 регіональних центри і командний центр. Ця система забезпечувала зведення інформації від різних джерел інформації та побудову єдиної тактичної картини, як на рівні регіональних центрів, так і на континентальному рівні, з наступним наведенням на цілі перехоплювачів та крилатих ракет CIM-10 Bomarc. Ця система успішно прослужила до початку 1980-х років.
Рішення, застосовані в конструкції Whirlwind I, згодом лягли в основу комп'ютерів лінійки PDP, що випускалися фірмою Digital Equipment Corporation (DEC), заснованою у 1957 році Кеннетом Олсеном, одним із учасників проекту Whirlwind. Комп'ютери DEC серій PDP-8 та PDP-11 стали наймасовішими комп'ютерами, що випускалися в епоху до появи персональних комп'ютерів.